# Karol Wedel

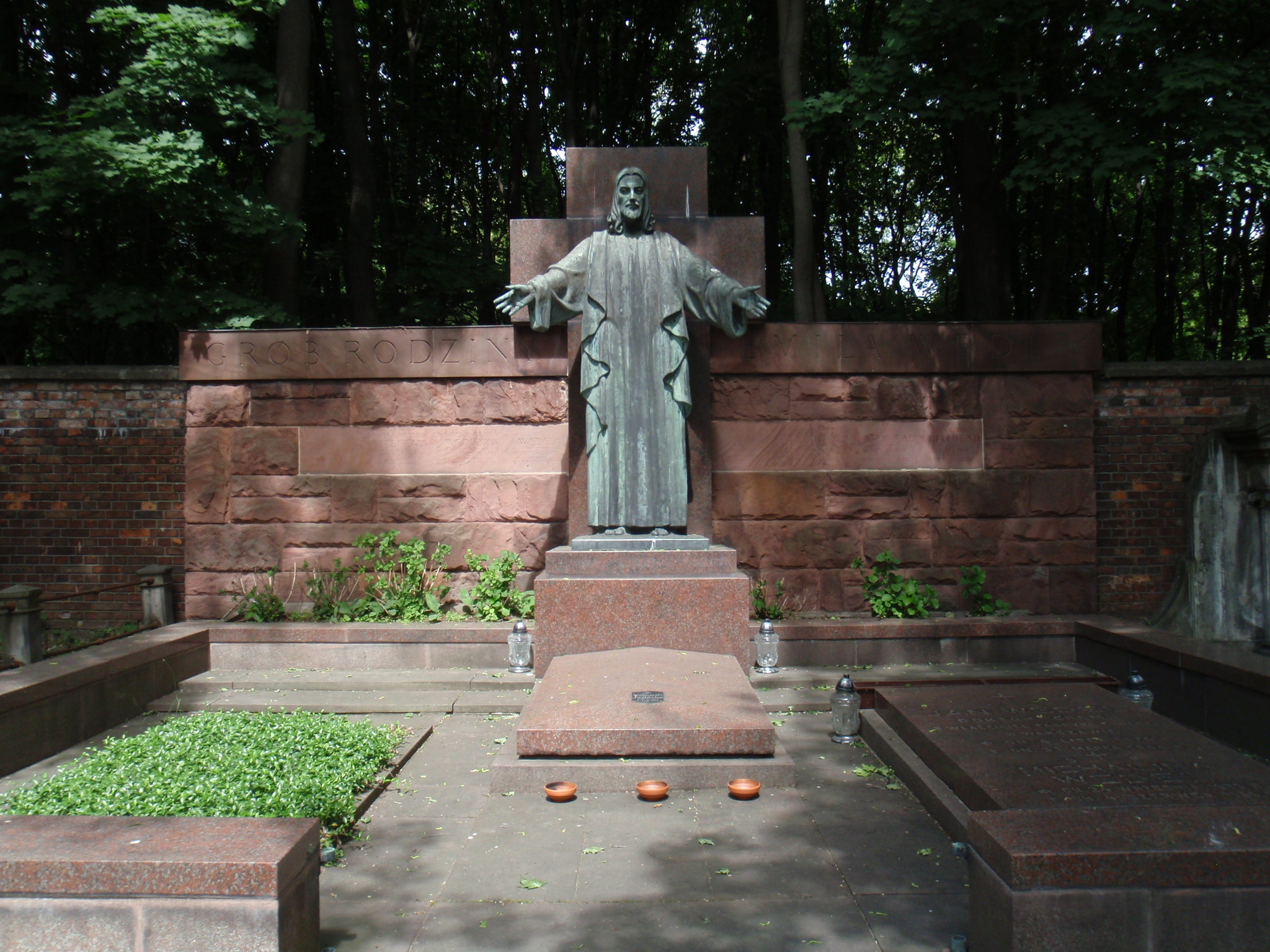
Grobowiec rodzinny Wedlów na cmentarzu ewangelicko-augsburskim w Warszawie

Karol Ernest Henryk Wedel, właśc. Karl Ernst Heinrich Wedel (Vedel) (ur. 7 lutego 1813 w Ihlenfeld, dziś część gminy Neuenkirchen w Niemczech, zm. 17 czerwca 1902 w Warszawie) – niemiecki cukiernik, założyciel przedsiębiorstwa E. Wedel.

## Życiorys
Był synem niemieckich ewangelików Joachima Friedricha Wedla i jego żony Marii Christine Friederike Krüger. Urodził się w Ihlenfeld w ówczesnym księstwie Meklemburgia-Strelitz, gdzie jego ojciec był rządcą.
Praktykę cukierniczą odbył w Londynie, Paryżu i Berlinie. Z tego ostatniego przybył do Warszawy w początkach 1845 już jako doświadczony cukiernik i przystąpił do spółki z Karolem Grohnertem, prowadzącym cukiernię przy ul. Piwnej 12. Spółka zrobiła prawdziwą furorę, podbijając swymi wyrobami rynek cukierniczy.
Przyjechał do Warszawy z synem Emilem. Możliwe, że w 1837 Karol ożenił się z Dorotheą Schirmer z Brandenburgii, która zmarła w tym samym roku, a następnie w 1838 z Johanne Charlotte Emilie Assmann. Nie wiadomo, czy te dane dotyczą właśnie tego Karola Wedla, ponieważ dokumenty parafialne spłonęły w czasie II wojny światowej. W 1850 odnotowano ożenek Karola Wedla z Karoliną Augustą Wisnowską (1819–1883), również ewangeliczką, córką Gustawa, fabrykanta sukna ze Zgierza, urodzoną w Świebodzinie.
W 1851 Karol Wedel sprzedał cukiernię szwagrowi, cukiernikowi Robertowi Wisnowskiemu, który krótko później wydzierżawił ją Wedlowi. Przy ul. Miodowej 12 (dawniej 484a) powstała cukiernia i warsztat rzemieślniczy. W pierwszym roku działalności firmy Wedel nie reklamował czekolady. Maszyna do produkcji czekolady znajdowała się w zakładzie, ale była używana głównie do prób. Produkcję na większą skalę uruchomiono w 1854, po sprowadzeniu z Paryża nowoczesnej maszyny parowo-walcowej. Wyrób zaczął reklamować w 1855.
Niemniej już w 1852 Wedel wprowadził na rynek swój pierwszy przebój – karmelki śmietankowe, które w następujący sposób reklamował w „Kurierze Warszawskim”:
Zupełnie nowy i szczególny utwór cukierniczy, a nade wszystko wyborny środek leczący i łagodzący wszelkie cierpienia piersiowe, nader skuteczny na słabości te w miesiącach wiosennych, a nawet dla niecierpiących i zwolenników delikatnego smaku – bardzo przyjemny wyrób.
Kolejnym wyrobem wylansowanym przez Wedla była czekolada w płynie, której jego zakład sprzedawał ponad pięćset filiżanek dziennie. Z upływem lat wyrobów przybywało; w 1862 roku przedsiębiorstwo „C. E. Wedel” funkcjonujące jako Zakład Cukrów, Konfitur i Soków reklamowało w prasie warszawskiej m.in.: czekoladę „Brillant” i „Dessert” do picia na surowo „Chocolat praline a’la crem aux nougat, aux pistaches, napolitain, de demes, de brillant a’la vanille royal, a’la sultan” – o różnych smakach i kształtach, konfekty migdałowe, pomady kandyzowane, marcepany królewskie, karmelki, preparowane owoce – „prunelles glacès – reingloud glacès et fruits cristallises”. Proponował także syropy na kaszel oraz karmelki piersiowe i pastylki miętowe.
Firma zapewniała duże dochody, więc właściciel wybudował dla siebie czteropiętrową kamienicę przy ul. Wielkiej 21. W 1869, kiedy ją sprzedał, nabył kamienicę po Mikołaju Jaroszyńskim przy ul. Szpitalnej. W kamienicy mieszkał z żoną Karoliną i córką Eleonorą Józefą, urodzoną w 1856. Młodsza córka, Maria Karolina, zmarła 1,5 roku po narodzinach.
W 1865 powrócił z zagranicy – po odbyciu praktyki w zakładach cukierniczych w Niemczech, Szwajcarii, Anglii, Francji i uzyskaniu doktoratu z chemii spożywczej – syn Karola, Emil Albert Fryderyk Wedel (1841–1919). Włączył się on w prowadzenie przedsiębiorstwa, będącego wówczas liczącym się w Warszawie zakładem przemysłowym. W 1872 stał się jej właścicielem, gdyż po ślubie z Eugenią z Böhmów (1856–1925) otrzymał przedsiębiorstwo w prezencie od ojca.
Po wycofaniu się z zarządzania przedsiębiorstwem Karol Wedel zajął się ogrodnictwem. Hodował m.in. bratki, które wyróżniano na wystawach ogrodniczych. Był członkiem Towarzystwa Ogrodniczego Warszawskiego.
Pochowany został na cmentarzu ewangelicko-augsburskim przy ulicy Młynarskiej (aleja 52, grób 36).